# 47-я церемония «Грэмми»
47-я ежегодная церемония вручения наград «Грэмми» состоялась 13 февраля 2005 года в Staples Center, в Лос-Анджелесе, Калифорния.
Ниже приведены некоторые номинации и номинанты. Победившие в своих категориях выделены жирным шрифтом.

## Номинации

### Основная категория

#### Запись года
- «Let’s Get It Started» — The Black Eyed Peas
- «Here We Go Again» — Рэй Чарльз и Нора Джонс
- «American Idiot» — Green Day
- «Heaven» — Los Lonely Boys
- «Yeah!» — Ашер featuring Lil Jon and Ludacris

#### Альбом года
- Genius Loves Company — Рэй Чарльз and Various Artists
- American Idiot — Green Day
- The Diary of Alicia Keys — Алиша Киз
- Confessions — Ашер
- The College Dropout — Канье Уэст

#### Песня года
- «Daughters» (Джон Мейер)
- «If I Ain’t Got You» (Алиша Киз)
- «Jesus Walks» (Канье Уэст)
- «Live Like You Were Dying» (Тим Макгро)
- «The Reason» (Hoobastank)

#### Лучший новый исполнитель
- Los Lonely Boys
- Maroon 5
- Джосс Стоун
- Канье Уэст
- Gretchen Wilson

### Поп
- Лучшее женское вокальное поп-исполнение
  - Нора Джонс за «Sunrise»
- Лучшее мужское вокальное поп-исполнение
  - Джон Мейер за «Daughters»
- Лучшее вокальное исполнение группой
  - Los Lonely Boys за «Heaven»
- Лучшее совместное вокальное поп-исполнение
  - Рэй Чарльз и Нора Джонс за «Here We Go Again»
- Лучшее инструментальное поп-исполнение
  - Ben Harper за «11th Commandment»
- Лучший вокальный поп-альбом
  - Рэй Чарльз и другие исполнители за Genius Loves Company
- Лучший инструментальный поп-альбом
  - James Jensen (продюсер) и другие исполнители за Henry Mancini: Pink Guitar

### Альтернативная музыка
- Лучший альтернативный альбом
  - Wilco за A Ghost Is Born

### Блюз
- Лучший традиционный блюзовый альбом
  - Этта Джеймс за Blues to the Bone
- Лучший современный блюзовый альбом
  - Keb’ Mo’ за Keep It Simple

### Кантри
- Лучшее женское кантри-исполнение
  - Гретхен Уилсон за «Redneck Woman»
- Лучшее мужское кантри-исполнение
  - Тим Макгро за «Live Like You Were Dying»
- Лучшее кантри-исполнение дуэтом или группой — вокальное
  - Dixie Chicks за «Top of the World»
- Лучшее совместное вокальное кантри-исполнение
  - Лоретта Линн и Джек Уайт за «Portland Oregon»
- Лучшее инструментальное кантри-исполнение
  - Nitty Gritty Dirt Band совместно с Эрл Скраггс, Randy Scruggs, Vassar Clements и Jerry Douglas за «Earl’s Breakdown»
- Лучшая кантри-песня
  - Tim Nichols и Craig Wiseman (сочинители) за «Live Like You Were Dying» в исполнении Тим Макгро
- Лучший кантри-альбом
  - Лоретта Линн за Van Lear Rose
- Лучший блюграсс-альбом
  - Ricky Skaggs и Kentucky Thunder за Brand New Strings

### Танцевальная музыка
- Лучшая танцевальная запись
  - Бритни Спирс за «Toxic»
- Лучший электронный/танцевальный альбом
  - Basement Jaxx за Kish Kash